# Ɩ̰
Cette page contient des caractères spéciaux ou non latins. S’ils s’affichent mal (▯, ?, etc.), consultez la page d’aide Unicode.
Ɩ̰ (minuscule : ɩ̰, ou iota tilde souscrit, est un graphème parfois utilisé dans l'écriture du koulango ou utilisé dans certaines transcriptions phonétiques. Il s’agit de la lettre Ɩ diacritée d'un tilde souscrit.

## Utilisation
En koulango, certains auteurs, dont Ilaria Micheli, utilisent l’iota tilde souscrit.

## Représentations informatiques
L’iota tilde souscrit peut être représenté avec les caractères Unicode suivants :
- décomposé (latin étendu – B, alphabet phonétique international, diacritiques) :

| formes    | représentations | chaînes de caractères | points de code | descriptions                                            |
| --------- | --------------- | --------------------- | -------------- | ------------------------------------------------------- |
| capitale  | Ɩ̰               | Ɩ◌̰                    | U+0196 U+0330  | lettre majuscule latine iota diacritique tilde souscrit |
| minuscule | ɩ̰               | ɩ◌̰                    | U+0269 U+0330  | lettre minuscule latine iota diacritique tilde souscrit |